# メタスタジオ
メタスタジオ META STUDIO LTD.有限会社メタスタジオは、グラフィックデザイン、プロダクトデザイン、建築へのグラフィック展開、WEBの企画・制作を主な事業内容とする日本の企業である。

## 概要・沿革
- 商号：有限会社メタスタジオ
- 設立：2002年9月
- 代表取締役：細野一三
- 本社所在地：東京都青梅市
- 資本金：300万円

## 来歴
- 有限会社メタスタジオ

2002年に飯田 恵（アートディレクター、デザイナー、アーティスト）と共同設立、2014年に飯田 恵が、研究と制作に伴い退社

2011年 ファサード、パーテーションなどグラフィックを担当した東京工業大学図書館がグッドデザイン賞を受賞　ほか
- 細野一三

1963年4月14日岐阜に生まれる

1986年3月武蔵野美術大学基礎デザイン学科にて、向井周太郎に師事 卒業後、デザイン会社設立に参画

## メタスタジオ 主な制作物
■作品集■
- 「過去・未来 写狂老人日記1979年-2040年」 荒木経惟（2012年）
- 「写狂老人Aのフィルムノスタルジー」荒木経惟 （2011年）
- 「愛の劇場」 荒木経惟 （2011年）
- 「古希ノ写真」荒木経惟（2010年）
- 「遺作 空2」荒木経惟（2009年）
- 「DAIDO MORIYAMA PLATFORM」森山大道（2002年）
- 「KEIICHI TANAAMI AMIGOS」田名網敬一
- 「宇野亜喜良60年代ポスター集」宇野亜喜良（2003年）
- 「RYOHEI YANAGIHARA 柳原良平 作品集」柳原良平（2003年）
- 「YANN TOMITA MUSIC MEME 1 フォーエヴァーヤン」ヤン富田（2006年）

■LOGO■
- 「SOUP STOCK TOKYO」株式会社スマイルズ
- 「TOKYO ROUX」株式会社スマイルズ

■グラフィックデザイン■
- 新日本製鐵株式会社（2009年）
- 公益社団法人 日本演奏連盟（2000年ー）
- 株式会社ポーラ （2007年）

■プロダクト■
- ノエビア ヴィジュアルデザインシステム （株式会社ノエビア/ヴィジュアルデザインシステム）

■建築におけるグラフィック展開■
- 東京工業大学図書館：ファサードやパーテーションなどへのグラフィック（2011年グッドデザイン賞を図書館として受賞）東京工業大学/安田幸一アトリエ
- JR川崎駅 東口：光のモニュメント、バス停留所、硝子面のグラフィックパターン（2011年）川崎市/安田幸一アトリエ